# Corynephorus
Corynephorus  P.Beauv. é um género botânico pertencente à família Poaceae, subfamília Pooideae, tribo Aveneae.
O gênero apresenta aproximadamente 15 espécies. Ocorrem na Europa, África, Ásia, América do Norte e América do Sul.

## Sinônimo
- Anachortus Jirasek & Chrtek

## Principais espécies
- Corynephorus canescens (L.) Beauv.
- Corynephorus divaricatus (Pourret) Breistr.
- Corynephorus fasciculatus Boiss. et Reuter
- «PPP-Index Lista completa»